# Characidium rachovii
Characidium rachovii és una espècie de peix de la família dels crenúquids i de l'ordre dels caraciformes.

## Morfologia
- Els mascles poden assolir 4,3 cm de llargària total.[6]

## Hàbitat
Viu en zones de clima tropical entre 20 °C - 24 °C de temperatura.

## Distribució geogràfica
Es troba a Sud-amèrica: conques dels rius Paranà i Uruguai, i conques fluvials costaneres entre Rio Grande do Sul i el riu de La Plata.